# Második idlibi csata
A második idlibi csata ("A Szabad Idlibért Hadművelet") a szíriai polgárháború egyik hadművelete volt Idlib kormányzóságban, melyet a felkelők indítottak az Idlib városát védelmező kormányzati katonasággal szemben.

## A csata
A 2015. március 24-én megalakult Hódító Hadsereg nevű katonai irányító központ felszólította Idlib lakosságát, hogy mindenki maradjon otthon, zárkózzék be. Még aznap a Jund al-Aqsa két embere felrobbantotta magát egy katonai ellenőrző pont közelében, melyek a város keleti felében álltak. Ezután egy három oldalról indított támadás kezdődött a városban. A felkelők elfoglalták az Ipari Körzet keleti szélén álló Sadkop Gyárat és tovább haladtak a Régi Gyár felé. Útközben a 11. Tankosztag megérkezett, hogy segítsen az NDF-nek a felkelők kelet felé való visszaszorításában. Ezzel akarták biztosítani az Idlibi Köztemető körüli területet. Ezzel egy időben a felkelők Idlib északnyugati bejáratánál számos ellenőrző pontot megtámadtak, és elérték a Fiatalság Házának északnyugati bejáratát. Összességében a nap folyamán a felkelők hét ellenőrzö pontot foglaltak el, melyek ből négyet a hadsereg még aznap visszaszerzett, többek között megerősítették az Fiatalság Házának északi bejáratát is.
A felkelők egyik parancsnoka szerint a harcok mindkét oldalon sok áldozatot követeltek. Az SOHR szerint összesen 20 kormánypárti katona és 19 felkelő halt meg, köztük három öngyilkos merénylő. Közülük ketten a Perzsa-öböl partján fekvő arab országokból érkeztek. Katonai források szerint 44 felkelő és 16 katona halt meg, öt katona pedig fogságba esett.
A támadások alatt az al-Nuszra a nyugati támogatással harcoló felkelőktől zsákmányolt BGM–71 TOW-ot is használt.
A felkelők idlibi támadására válaszul a kormány hadserege klórbombákkal támadta meg a felkelők kezén lévő Binnisht, ahol több tucat embert kellett kórházba szállítani. Másnap a légierő Saraqiben csapott rajta, ahol 11 embert öltek meg.
A felkelők március 25-én visszaszerezték az előző nap elveszített ellenőrző pontokat, és a város közelében ismét öngyilkos merénylő robbantott fel egy autót. A nap folyamán a csata a város keleti bejárata környékén összpontosult. Kormányzati források szerint este a 11. Tankosztag újabb egységei érkeztek meg Idlibhez, ahol az Ipari Körzetnél indítottak ellentámadást. Nap közben a katonaság ellenőrző pontjainál folyt harcok alatt megölték az Ahrar ash-Sham helyettes vezetőjét, Abu Jamil Yusuf Qutbet. A Hezbollah parancsnokát, Al Hajj Walaát szintén ezen a napon ölték meg.
Felkelői források szerint 36 katonát végeztek ki amiatt, mert az offenzíváról információkat adtak át a felkelőknek.
Az SOHR szerint a harcok második napja után a felkelők ellenőriztek 17 katonai ellenőrző pontot és posztot. Katonai források megerősítették, hogy a felkelők tényleg elfoglalták a város keleti részén található Ipari Központot, és ők tartják ellenőrzésük alatt az ottani gyárakat. Azonban hozzátették, hogy a Fiatalság Házát és Mahraab kerületet biztonsági zónává nevezték ki, miután a Hamái Katonai Repülőtér 155. Dandárjának rakétatámadásokkal sikerült a felkelőket visszaszorítani a külvárosokba.
Március 26-án heves harcok dúltak Idlib keleti bejáratánál. Az éjszakába nyúló összecsapásban 26 felkelő és 4 katona halt meg. Ellenzéki források szerint a felkelők elfoglalták az Ipari Körzetet, és több, útba eső ellenőrző pont elfoglalása után ostrom alá vették Kafrayah és Fu'ah városait. A hadsereg visszautasította ezeket, azt mondta, ezek kitalált hírek, de azt elismerték, hogy a felkelők az offenzíva kitörése óta először, elérték a város kapuit.
Március 27-én folytatódtak Idlibben és környékén az összecsapások, melyekben ezen a napon 154 felkelő és 6 katona esett el. A felkelők halottjai között volt az al-Nuszra Front egyik parancsnoka, egy szaúd-arábiai emír. A felkelés kirobbanása óta először, miután előre haladtak Idlibtől észak- és délnyugati irányból a város felé, először jutottak be a környező településekre. A várost majdnem teljesen körbe kerítették, a kormányzat katonáinak csak utat hagytak meg. A behatolás előtt a Nemzetvédelmi erők elhagyták az északi silókat, a harcosok pedig elfoglalták Hamá északi és körzeteit és nyugati farmjait.
Március 28-án reggel 6 órakor megérkeztek a Nemzetbiztonsági Erők erősítései, így egy ellentámadást indítottak, melynek hatására a felkelőknek el kellett hagyniuk Idlib belvárosát, a kormány katonái pedig visszafoglalták a külvárosok egy részét. Délután viszont ismét támadásba lendültek az iszlamisták, és estig 24 ellenőrző pontot foglaltak el, ezen kívül visszaszereztek több külső területet is. Arról is érkeztek hírek, hogy elfogták a kormánypárti Abdul Ghani Jaruch újságírót. A kormányerők pár órával később visszavonultak, a felkelők pedig a kormányzati és közbiztonsági épületek kivételével az egész belvárost elfoglalták. Nap végére a teljes város az ő irányításuk alá került, de folytatódtak az átvizsgálások és a tisztogatások.
A jelentések szerint a kormány kivonulása alatt a katonai hírszerzés fogságában lévő 15 rabot kivégezték, a felkelők pedig 6 tankot zsákmányoltak. Ugyaninnen az iszlamisták 53 foglyot szabadítottak ki. A szír csapatokat összevonták a várostól délre mert a felkelők egy újabb lehetséges támadására készültek.

## Következmények
Az egy nappal a város elfoglalása utáni hírek szerint a kormányzati megtorlástól tartva több ezren hagyták el Idlibet és költöztek át a szomszédos városokba.[Ahrar ash-Sham egy közleményt adott ki, mely szerint akárki is foglalja el Idlibet, azt a sharia előírásainak megfelelően kell kormányoznia. Ahrar ash-Sham azzal is fenyegetett, hogy ha gyáva módon az idlibi polgári lakosságra lőnek rakétával, akkor Fouaa és Kefraya, akkor ostrom alatt állt síita testvérvárosokat fogják erőteljesebben lőni. Az Ajnad al-Sham bejelentette, hogy Fouaában harcok során megölték a vezetőjüket, Abu Abdullah Taoumot.
Ezalatt a nyugati támogatással működő Szír Nemzeti Koalíció bejelentette, hogy székhelyét Isztambulból Idlib városába helyezi át. Az al-Nuszra Front Abdullah Mohammed al-Mheisnei, az egyik iszlám vallási vezetőn keresztül cáfolta a bejelentést, Twitter oldalán a következőt írta: “Hamis az az állítás, mely szerint [az SzNK] be fog hatolni Idlibbe.” Olyan félelmek ütötték fel a fejüket, hogy az al-Nuszra szigorú, vallási alapú irányítást vezetne be a városban. A város elfoglalása után legalább egy olyan eset megtörtént, hogy az al-Nuszra tagjai azért öltek meg két keresztényt, mert megtudták, hogy ők egy likőrboltban dolgoznak. Erre válaszul az Ahrar ash-Sham harcosai megfeddték a külföldieket, és a keresztények védelmében ellenőrző pontokat állítottak fel, melyekkel a csoport szerint 20 keresztény családot tudtak védelmezni. Al-Mheisneinek válaszolva, Ahmad Tu'mah, az ideiglenes szír kormány miniszterelnöke ezt mondta: "Hamis az az állítás, mely szerint a Jabhat al-Nusra elutasította a belépésünket. Pontosan fogalmazva az egyik vezető utasította ezt vissza, de szíve joga, hogy kifejezze a saját véleményét. Munkánk során tapasztaltuk, hogy a Hódító Hadsereg nem egy része támadott meg már minket. Ezen felül a Jabhat al-Nusra nem támadta meg segélyszállítmányainkat, és nem hátráltatta oktatási és szociális tevékenységeinket. Az adott személy a saját véleményét mondta el, és nyilatkozata nem tekinthető hivatalos álláspontnak. Senki nem mondta nekünk, hogy nem léphetnénk be a területre." Hozzátette, hogy az ideiglenes szír kormány elhatározta, hogy amíg nem érik itt utol az Asszád-kormány támadásai, addig Idlibbe költözik. Az még mindig nyitott kérdés volt, hogy Idlibben nem alakítanak-e iszlám emirátust. Április végére az ellenzéki erők azonban megalakították a polgári tanácsokat, és a közfeladatok ellátását is biztosították. Az al-Nuszra vezetője, Abu Mohammad al-Julani is megerősítette, hogy a várost a saría előírásai szerint a surán keresztül fogják irányítani. Arra azonban semmilyen utalást nem tettek, hogy Idlibben egy emirátus központját akarnák létrehozni. Erre alapozva az Al-Hayat újság szakértője azt írta, a saría bevezetésére csak Szaúd-Arábia és Katar nyomására került sor.
Március 30-án egy szíriai katonai forrás Törökországot és Jordániát is azzal vádolta, hogy támogatták az idlibi offenzívában a felkelőket támogatták. A katonaság lövedékekkel és légi támadásokkal támadott a városra, ahol aznap 23 polgári lakos halt meg. A bombázásokban a jelentések szerint kémiai fegyvereket is bevetettek. Március 28. és 30. között Idlib bombázásában 47 ember, köztük 15 felkelő halt meg. Arról is szóltak a hírek, hogy Idlib visszafoglalásának előkészítésére a helyszínre küldték Suheil Al Hassan ezredest. Ennek ellentmondott a Jisr al-Shughourban állomásozó egyik NDF-es katonának az al-Masdarnak adott nyilatkozata, mely szerint a város körül lévő kormányzati egységek körében zürzavar uuralkodott.
Április 1-jén az al-Nuszra Front bejelentette, hogy lehetőség van a városban az iszlám saría jog bevezetésére, de itt nem akarja monopolizálni a hatalmat. Másnap a felkelők megtámadták azt a Mastouma katonai laktanyát, ahol a visszavonult katonák állomásoztak.

## Elemzés
Ar-Rakka után Idlib lett a második kormányzósági központ, melyet a felkelők sikeresen megszereztek. Az elsőt még 2. Márciusában foglalták el, de ezt később az Iraki és Levantei Iszlám Állam elfoglalta tőlük. A felkelők ezen kívül elfoglalták még al-Kunajtira azonos nevű székhelyét is, de az az Izraellel 1967-ben folytatott hatnapos háború óta lakatlan.
Többek szerint ez a veszteség a szír kormány számára mind stratégiailag, mind politikailag nagyon fájhat. Mások szerint Idlib stratégiai jelentősége elhanyagolható vagy kicsi, sokkal fontosabb, hogy ez morálisan adhatott egy lökést az ellenzékieknek. A Stratfor szerint a csata az ellenzéki erők számára " kulcsfontosságú győzelem", míg a The Long War Journal szerint az elmúlt hónapokban ez volt a kormány számára "a legjelentősebb ütés". Aron Lund a Syria Commentben azt írta, a kormányerők idlibi veresége "lyukat ütött a kormány győzelmi tervein, és mind politikailag, mind katonailag jól jött az ellenzéknek, hogy problémát tudott okozni Asszád hadseregénél", míg a Brookings Doha Center egyik vendéghallgatója arról spekulált, hogy Idlib eleste nagy sokkot jelenthet a kormánynak és az őket támogatóknak is.
A város eleste után a felkelők más célpontok után nézhettek, mint a repülőtér Abu Duhourban, Ariha, Hamá, Nubl, Zahra, az Aleppóba vezető katonai utánpótlási útvonal, vagy megtámadhatták Latakia kormánykézen lévő központi területeit. A Joshua Landis vezette Syria Comment, szerint ha az ostrom alatt tartott síita városok, Fouaa és Kefray nem egyeznek bele a felkelők követeléseibe, akár le is rombolhatják azokat, vagy vallási alapon is követhetnek el kivégzéseket. Ezt Lina Khatib, aki a Carnegie Endowment egyik kutatója, megcáfolta, mikor egy friss tanulmányában azt írta, az al-Nuszra Front támogatóit nem válási fanatizmus, hanem Asszád-ellenes érzelmek tömege hajtja. Mások szerint viszont ha a kormány ellentámadást indít, akkor azzal meg tudja akadályozni a felkelők további előre nyomulását. Ezen felül egy idlibi győzelem megnehezítette volna Törökország törekvését, hogy Észak-Szíria fölött repülésmentes légi zónát alakíttasson ki.
Felhívták a figyelmet arra, hogy az al-Káida szíriai, libanoni részlege az al-Nuszra Front mekkora szerepet játszott a harcokban, elképzelhető, hogy ez lesz a szervezet kezére került területek valós központja. Az Ahrar al-Sham egyik tagja erre a lehetőségre így válaszolt: “Szerintem az al-Nuszra elég ügyes ahhoz, hogy ezt kivitelezze." Abu Mohammad al-Julani kijelentette, hogy az al-Nuszra Front "nem akarja kisajátítani Idlib városa fölött az ellenőrzést." A hatalommegosztás fontosságát hangsúlyozta, és hozzátette, hogy a hatóságok "nem akarnak ártani, épp ellenkezőleg, meg akarják őket védeni. Az elnyomók ellen fel kell lépni, a gyengéket védelmezni kell."